# Tế bào T độc sát tế bào

Bản trình diện kháng nguyên kích thích các tế bào T trở thành các tế bào "cytotoxic" CD8+ hoặc các "tế bào giúp" CD4+.

Tế bào T độc sát tế bào (còn được gọi là TC, cytotoxic T lymphocyte, CTL, tế bào sát thủ-T, tế bào T cytolytic, tế bào-T CD8+ hay tế bào T sát thủ) là tế bào lympho T (một loại tế bào bạch cầu) giết tế bào ung thư, các tế bào nhiễm trùng (đặc biệt là virus), hoặc các tế bào bị hỏng.
Hầu hết các tế bào T độc sát tế bào biểu hiện các thụ thể tế bào T (TCR) có thể nhận ra một kháng nguyên đặc hiệu. Kháng nguyên là một phân tử có khả năng kích thích phản ứng miễn dịch, và thường được sản xuất bởi các tế bào ung thư hoặc virus. Các kháng nguyên bên trong tế bào bị ràng buộc với các phân tử MHC lớp I và được đưa tới bề mặt của tế bào bởi phân tử MHC lớp I, nơi chúng có thể được nhận biết bởi tế bào T. Nếu TCR là đặc trưng cho kháng nguyên đó, nó liên kết với phức tạp của phân tử lớp I MHC và kháng nguyên, và tế bào T phá hủy tế bào. 
Để TCR gắn kết với phân tử I MHC lớp, trước đây phải được đi kèm với một glycoprotein gọi là CD8, liên kết với phần không đổi của phân tử MHC lớp I. Do đó, các tế bào T này được gọi là tế bào TCD8.
Mối quan hệ giữa TCD8 và phân tử MHC giữ cho tế bào TC và tế bào đích gắn kết chặt chẽ với nhau trong quá trình kích hoạt kháng nguyên đặc hiệu. Các tế bào TCD8 được ghi nhận là tế bào TC khi chúng được kích hoạt và thường được phân loại là có vai trò độc tế bào đã được xác định trước trong hệ miễn dịch. Tuy nhiên, tế bào TCD8 cũng có khả năng tạo ra một số cytokine.

## Phát triển

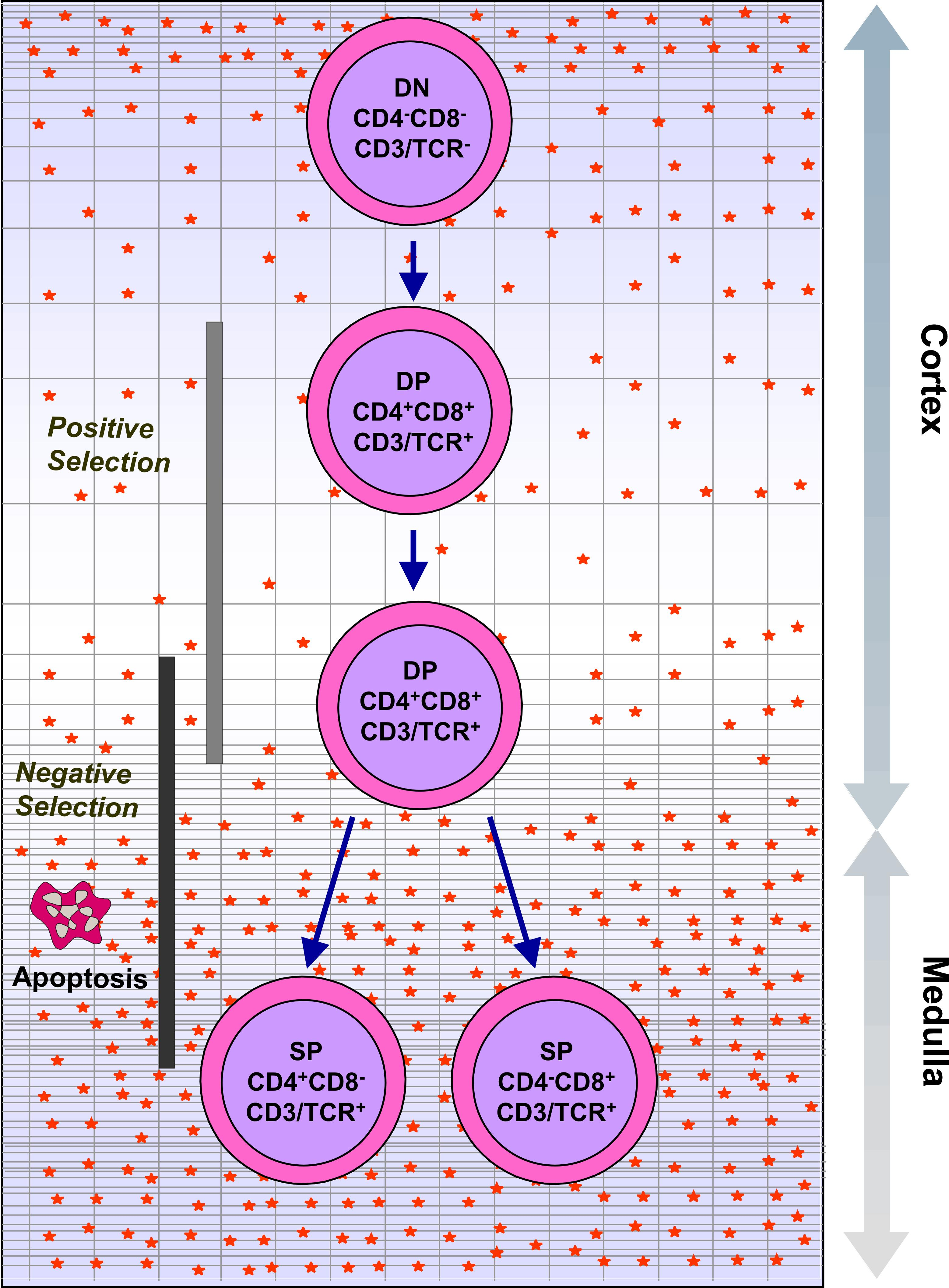
Sự phát triển của các tế bào T dương tính đơn trong tuyến ức

Hệ miễn dịch phải nhận ra hàng triệu kháng nguyên tiềm năng. Có ít hơn 30.000 gen trong cơ thể con người, vì vậy không thể có một gen cho mỗi kháng nguyên. Thay vào đó, DNA trong hàng triệu tế bào bạch cầu trong tủy xương được xáo trộn để tạo ra các tế bào với các thụ thể duy nhất, mỗi tế bào có thể liên kết với một kháng nguyên khác. Một số thụ thể liên kết với các mô trong cơ thể người, vì vậy để ngăn cản sự tự miễn, những tế bào bạch cầu tự phản ứng này sẽ bị phá hủy trong quá trình phát triển tiếp theo ở tuyến ức, trong đó iod là yếu tố cần thiết cho sự phát triển và hoạt động cảu cơ chế này.
TCR có hai phần, thường là một chuỗi alpha và beta. (Một số TCR có một gamma và một chuỗi delta.) Các tế bào gốc tạo máu trong tủy xương di chuyển vào tuyến ức, nơi chúng trải qua  tái tổ hợp V(D)J    chuỗi beta TCR DNA của họ tạo thành một dạng phát triển của protein TCR, được gọi là tiền TCR. Nếu sắp xếp lại thành công, các tế bào sau đó sắp xếp lại chuỗi TCR DNA alpha của chúng để tạo ra một phức hợp TCR alpha-beta chức năng. Sản phẩm sắp xếp di truyền biến đổi cao này trong gen TCR giúp tạo ra hàng triệu tế bào T khác nhau với các TCR khác nhau, giúp hệ thống miễn dịch của cơ thể phản ứng hầu như bất kỳ protein nào của một kẻ xâm lược. Phần lớn các tế bào T thể hiện TCRs alpha-beta (tế bào T α), nhưng một số tế bào T trong biểu mô (như ruột) biểu hiện TCR-delta TCRs (các tế bào T delta gamma), nhận biết kháng nguyên không có protein.
Các tế bào T với các TCR ổn định về chức năng thể hiện cả hai CD4 và CD8 đồng thụ thể và do đó được gọi là các tế bào T "dương tính kép" (CD4 + CD8 +). Các tế bào T dương tính kép được tiếp xúc với nhiều loại kháng nguyên khác nhau trong tuyến ức và trải qua hai tiêu chí lựa chọn:
1. chọn lọc tích cực, trong đó những tế bào T dương tính kép liên kết với kháng nguyên nước ngoài trong sự hiện diện của tự MHC. Chúng sẽ phân biệt thành CD4 + hoặc CD8 + tùy thuộc vào MHC nào được kết hợp với kháng nguyên được trình diện (MHC1 cho CD8, MHC2 cho CD4). Trong trường hợp này, các tế bào sẽ được trình diện kháng nguyên cho MHC1. Chọn lọc tích cực có nghĩa là chọn các TCR đó có khả năng tự nhận ra các phân tử MHC.
2. chọn lọc tiêu cực, trong đó T dương tính kép liên kết quá mạnh với MHC - trình diện kháng nguyên có trong cơ thể trải qua sự chết rụng tế bào vì đây là cơ chế tự động, dẫn đến hiện tượng tự miễn.